# Michael Karrer

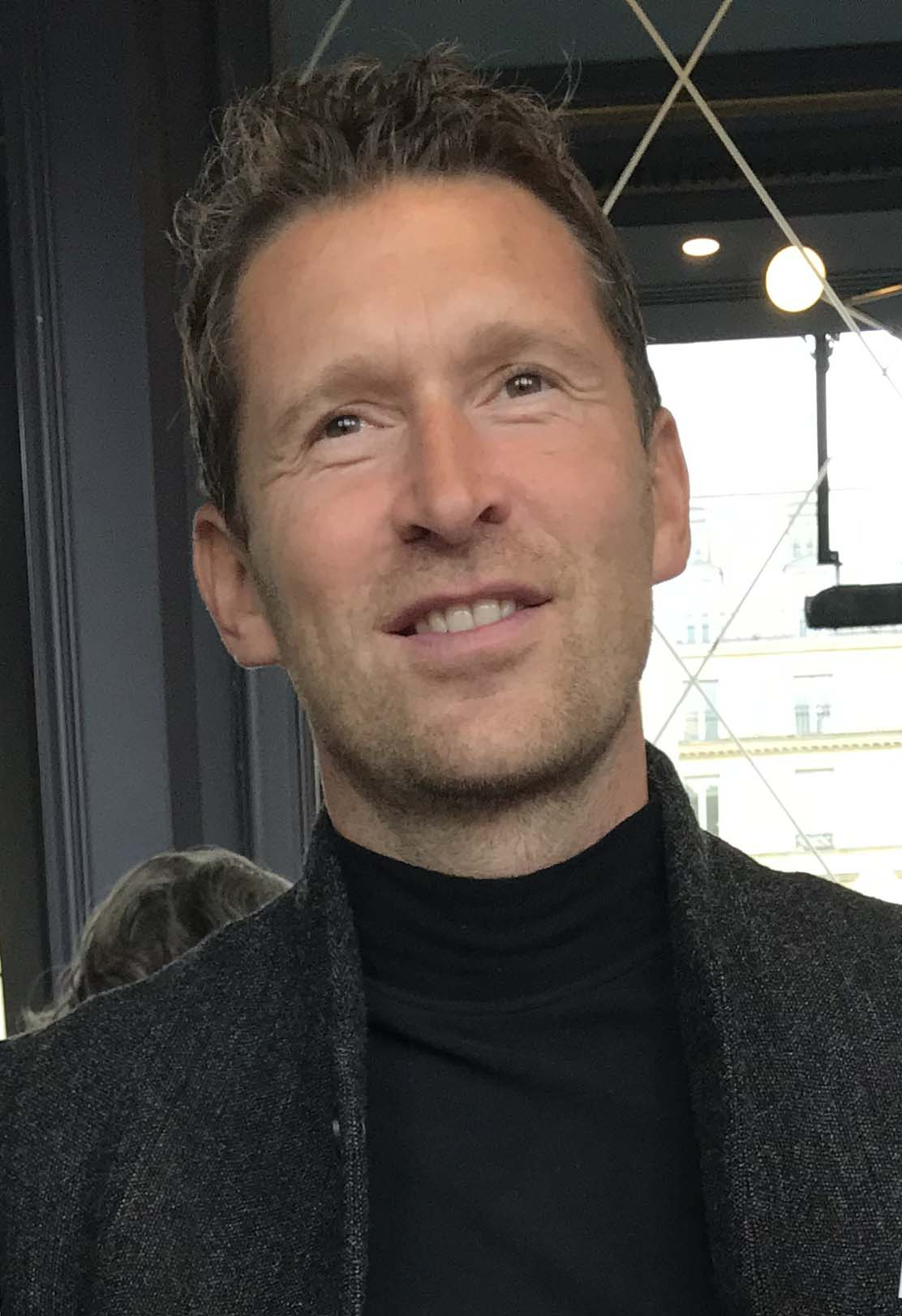
Michael Karrer (2022)

Michael Karrer (* 1976 in Salzburg) ist ein österreichischer Kulturmanager, Kurator, Sachverständiger und Herausgeber.

## Leben
Nach Abschluss seines Studiums der Handelswissenschaften an der Johannes Kepler Universität Linz im Jahr 2000 erwarb Michael Karrer 2002 den Master of Advanced Studies am International Center of Culture and Management (ICCM) in Salzburg.
Michael Karrer leitete von 2003 bis 2011 als geschäftsführender Gesellschafter der Art Trading Corporation GmbH die elterliche Galerie Weihergut mit Sitz in Salzburg. Im Zuge dessen verlegte er Grafikeditionen namhafter Künstler und ist seither Herausgeber zahlreicher Publikationen. Parallel war er zwischen 2003 und 2007 Dozent für Strategisches Management an der Johannes Kepler Universität Linz, der Universität Salzburg und dem ICCM Salzburg. In den Jahren 2006–2013 fungierte Karrer als Vorstandsmitglied der Salzburg Foundation.
Im Jahr 2009 war Michael Karrer Gründungsdirektor der Nitsch Foundation in Wien, die den Künstler Hermann Nitsch vertritt und sich der Vermittlung seines Werkes widmet. Im gleichen Jahr folgte die Gründung der Sammlung zeitfrei GesbR und 2012 die Gründung der CAM Center of Art and Management GmbH mit Sitz in Salzburg. Von 2012 bis 2024 war er Künstlerischer Direktor des Nitsch Museums in Mistelbach (Niederösterreich).
Seit 2014 fungiert Karrer als freier Kurator nationaler und internationaler Ausstellungen. Im selben Jahr gründete er den Verein Gesamtkunstwerk Nitsch, für den er 2015 die Monografie Hermann Nitsch – Das Gesamtkunstwerk des Orgien Mysterien Theaters herausgab. Von 2018 bis 2022 initiierte er mit dem Kulturprojekt Skulpturenpark Hellbrunn, regelmäßig temporäre zeitgenössische Kunstinstallationen im Parkareal des Schlosses Hellbrunn in Salzburg.
Michael Karrer ist verheiratet und hat zwei Kinder. Er lebt in Salzburg.

## Publikationen

### Veröffentlichungen zu Hermann Nitsch
- Das druckgrafische Werk von Hermann Nitsch. Eine dokumentarische Zeitreise. In: Carl Aigner, Leopold Museum (Hrsg.): Hermann Nitsch. Strukturen. Brandstätter Verlag, Wien 2011, ISBN 978-3-85033-585-0, S. 103–110.
- Hermann Nitsch – SINNE UND SEIN Retrospektive. Metroverlag, Wien 2013, ISBN 978-3-99300-133-9.
- arena – werk aus dem werk. Metroverlag, Wien 2014, ISBN 978-3-99300-205-3.
- Hermann Nitsch – Das Gesamtkunstwerk des Orgien Mysterien Theaters. Köln 2015, ISBN 978-3-86335-702-3 (dtsch.) / ISBN 978-3-86335-703-0. (engl.)
- Hermann Nitsch – Ritual Metroverlag, Wien 2016, ISBN 978-3-99300-277-0.
- nitsch und seine musik, Audio-CD mit 80-seitigem Booklet, in Kooperation mit Ö1, ap-media 2. Januar 2016, Wien 2016.

### Als Herausgeber
- Sammlung zeitfrei (Hrsg.): Arnulf Rainer – cross 1956–2009. Verlag für moderne Kunst, Nürnberg 2009, ISBN 978-3-86984-000-0.

#### Ausstellungskataloge der Galerie Weihergut. Edition Weihergut, Salzburg (Auswahl)
- 2007 Hubert Schmalix. Bilder.
- 2007 Festspielausstellung 2007.
- 2008 J. Kounellis/Richard Serra. Sehen ist Denken.
- 2008 Martin Rasp. Die Dinge, das Leben, die Zeit.
- 2009 Austria-International.
- 2009 Bruno Gironcoli. Environments.
- 2010 Rudi Stanzel. Graphit.
- 2010 Robert Motherwell. Printmaking impressions.
- 2011 Roqué. And the question is...?
- 2011 Otto Muehl. Malerei 1972–1990.
- 2012 Franz Graf.